# Třída Faulknor
Třída Faulknor byla třída vůdčích lodí torpédoborců Royal Navy z období první světové války. Objednány byly pro chilské námořnictvo jako třetí až šestá jednotka torpédoborců třídy Almirante Lynch, ale po vypuknutí světové války je jako třídu Faulknor převzalo námořnictvo britské. Třídu tvořily čtyři torpédoborce. Ve službě byly v letech 1914–1920. Nasazeny byly za světové války. V boji byl jeden potopen. Zbývající byly roku 1920 prodány Chile jako třída Almirante Williams. Kvůli velkému opotřebení byly vyřazeny roku 1933.

## Pozadí vzniku
Chile objednalo u britské loděnice J. Samuel White v Cowesu sérii šesti velkých torpédoborců třídy Almirante Lynch. První dvě jednotky byly v letech 1913–1914 dodány chilskému námořnictvu. Mezitím vypukla první světová válka a v srpnu–září 1914 byly zbývající čtyři zakoupeny britským námořnictvem. Do služby byly přijaty v letech 1914–1915 jako vůdčí lodě třídy Faulknor.
Jednotky třídy Faulknor:
| Jméno                                       | Založení kýlu | Spuštěn | Vstup do služby | Osud                                                                       |
| ------------------------------------------- | ------------- | ------- | --------------- | -------------------------------------------------------------------------- |
| HMS Faulknor (ex Almirante Simpson)         | 1912          | 1914    | 1914            | V květnu 1920 vrácen Chile, zařazen jako Almirante Riveros. Vyřazen 1933.  |
| HMS Broke (ex Almirante Goni)               | 1912          | 1914    | 1914            | V květnu 1920 vrácen Chile, zařazen jako Almirante Uribe. Vyřazen 1933.    |
| HMS Botha (ex Almirante Williams Rebolledo) | 1912          | 1915    | 1915            | V květnu 1920 vrácen Chile, zařazen jako Almirante Williams. Vyřazen 1933. |
| HMS Tipperary (ex Almirante Riveros)        | 1912          | 1915    | 1915            | Dne 1. června 1916 potopen německými bitevními loděmi v bitvě u Jutska.    |

## Konstrukce

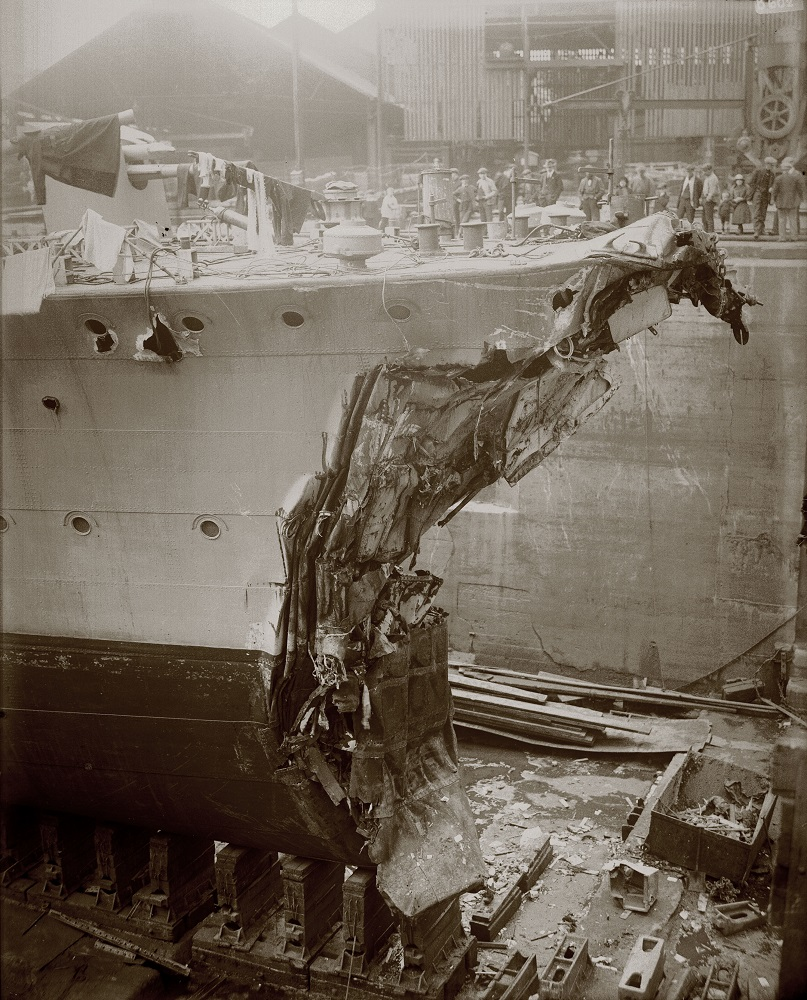
HMS Broke poškozený v bitvě u Jutska

Výzbroj tvořilo šest 102mm kanónů, jeden 40mm kanón, dva 7,7mm kulomety a čtyři 533mm torpédomety. První pár nesl čtyři jednohlavňové torpédomety a druhý dva dvojhlavňové. Pohonný systém tvořilo šest kotlů White-Foster a tři turbíny Parsons o výkonu 30 000 hp, pohánějící tři lodní šrouby. Nejvyšší rychlost dosahovala 31 uzlů.

### Modifikace
V roce 1918 byla upravena výzbroj tří přeživších torpédoborců. Čtyři 102mm kanóny byly nahrazeny dvěma 120mm kanóny. Další výzbroj tvořily dva 40mm kanóny a čtyři 533mm torpédomety.